# Großsteingräber bei Lancken-Granitz

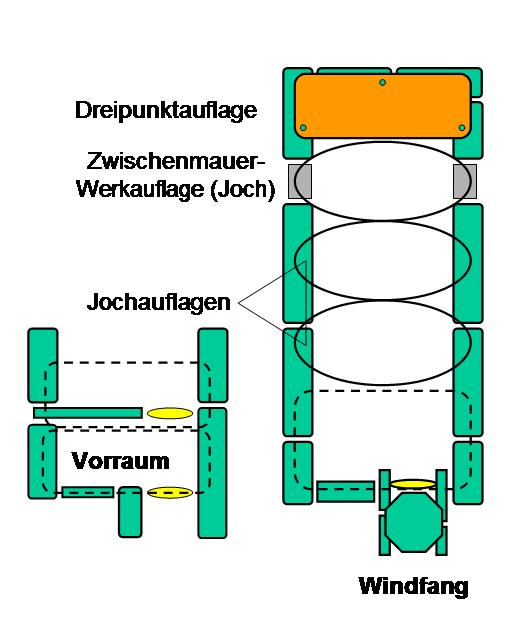
Großdolmentypen

Die Großsteingräber bei Lancken-Granitz (auch Großsteingräber bei Lancken) waren ursprünglich acht megalithische Grabanlagen der jungsteinzeitlichen Trichterbecherkultur in der Umgebung der Gemeinde Lancken-Granitz im Landkreis Vorpommern-Rügen (Mecklenburg-Vorpommern), von denen heute nur noch vier existieren. Bei allen Gräbern handelt es sich um Großdolmen. Die erhaltenen Anlagen tragen die Sprockhoff-Nummern 501–504. 1969 wurden die vier Gräber unter Leitung von Ewald Schuldt ausgegraben. Zusammen mit den unmittelbar benachbarten Großsteingräbern bei Burtevitz stellen die vier Anlagen den größten auf Rügen zumindest teilweise erhalten gebliebenen megalithischen Gräberkomplex dar.
Die einzelnen Anlagen sind in unterschiedlichen Bauweisen errichtet. So sind die Gräber 1 und 2 in langgestreckte Hünenbetten eingebaut, die Gräber 3 und 4 hingegen in Rundhügel. Die eigentlichen Grabkammern wiederum weisen alle einen sehr ähnlichen Bauplan auf. In den Kammern wurden noch zahlreiche Grabbeigaben gefunden. Diese belegen, dass die Anlagen über längere Zeiträume kontinuierlich genutzt wurden. So fanden sich in den Gräbern neben Beigaben der Trichterbecherkultur (3500–2800 v. Chr.) auch Artefakte der endneolithischen Einzelgrabkultur (2850–2250 v. Chr.) und der älteren Bronzezeit (1800–1100 v. Chr.).

## Forschungsgeschichte
Auf den detaillierten Matrikelkarten der Gegend um Lancken-Granitz, die zwischen 1692 und 1709 im Zuge der schwedischen Landesaufnahme von Vorpommern angefertigt wurden, sind die Großsteingräber noch nicht explizit als solche verzeichnet, die Standorte einiger Gräber sind aber als kleine Baum- und Strauchinseln auf den Feldern eingetragen. Erstmals erwähnt wurden die Gräber 1730 von Ernst Heinrich Wackenroder in seinem Buch Altes und Neues Rügen:

„Es giebt in dieser Gegend unterschiedliche hohe und erhabene Hügel, auf welchen zum Theil ungeheure und grosse Steine liegen : Wo die durch Menschen-Hände sind hinauf gebracht worden, muß es grosse Arbeit gekostet haben; es wäre denn, daß einige Riesen ihre Kräffte daran gestrecket hätten. Es pflegten vormahlen die Heyden auf solchen Steinen ihre Opffer zu verrichten, auch die gefangenen Menschen darauf zu schlachten und zu metzeln; Ingleichen waren es Grab-Stätte, da sie unter solchen ungeheuren Leich-Steinen ihre vornehme Todten begraben.“

Eine erste wissenschaftliche Beschreibung der Gräber unternahm Friedrich von Hagenow in den 1820er Jahren. Er stellte in Lancken-Granitz noch acht Anlagen fest und verzeichnete ihre Lage auf seiner 1829 erschienenen Special Charte der Insel Rügen. Das nördlichste Grab war zu dieser Zeit bereits in Zerstörung begriffen und ist auf der Karte als ausgegangen gekennzeichnet. Von Hagenows handschriftliche Notizen, die den Gesamtbestand der Großsteingräber auf Rügen und in Neuvorpommern erfassen sollten, wurden 1904 von Rudolf Baier veröffentlicht. Die Anlagen bei Lancken-Granitz wurden dabei nur listenartig aufgenommen.
Eine erste ausführliche Dokumentation führte Ernst Sprockhoff durch, der 1931 die vier noch erhaltenen Gräber vermaß und in seinem Atlas der Megalithgräber Deutschlands veröffentlichte. Diese Anlagen waren zwischen Juli und November 1969 Gegenstand von Ausgrabungen unter der Leitung von Ewald Schuldt. Die dabei gefundenen Skelettreste wurden von Hans Grimm anthropologisch untersucht und die Ergebnisse 1984 veröffentlicht. 2010 fanden im Rahmen eines gemeinsamen Forschungsprojekts des Historischen Instituts der Universität Greifswald und des Deutschen Archäologischen Instituts in der Umgebung der Großsteingräber von Lancken-Granitz und Burtevitz geomagnetische Prospektionen und Feldbegehungen statt. Diese hatten unter anderem das Ziel, die genauen Standorte der als zerstört geltenden Anlagen zu ermitteln.
Die Gräber wurden von verschiedenen Autoren unterschiedlich benannt und nummeriert. Im Folgenden wird das System von Schuldt übernommen.
| Sprockhoff      | Schuldt           | Beier             |
| --------------- | ----------------- | ----------------- |
| Lancken 1 (504) | Lancken-Granitz 2 | Lancken-Granitz 4 |
| Lancken 2 (503) | Lancken-Granitz 3 | Lancken-Granitz 3 |
| Lancken 3 (502) | Lancken-Granitz 1 | Lancken-Granitz 2 |
| Lancken 4 (501) | Lancken-Granitz 4 | Lancken-Granitz 1 |

## Lage

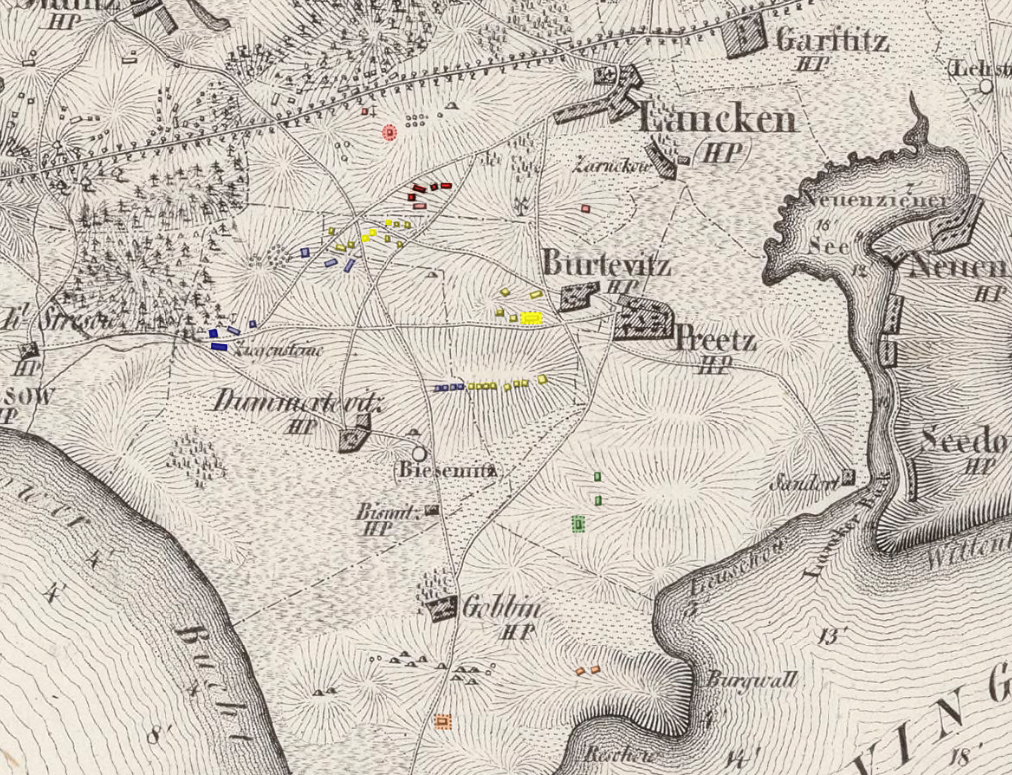
Lage der Großsteingräber bei Lancken-Granitz, Burtevitz, Dummertevitz, Preetz und Gobbin nach Friedrich von Hagenows Special Charte der Insel Rügen. Die erhaltenen Gräber bei Lancken-Granitz sind in Dunkelrot, die zerstörten in Hellrot hervorgehoben.

Die vier erhaltenen Großsteingräber liegen 750 m südwestlich von Lancken-Granitz. Die Gräber 1 bis 3 liegen in einer ost-westlich verlaufenden Linie eng beieinander. Grab 3 ist das mittlere, Grab 1 liegt 30 m westlich und Grab 2 40 m östlich hiervon. 75 m südwestlich dieser Gruppe befindet sich Grab 4. In nur 120 m Entfernung schließen sich südwestlich drei der vier erhaltenen Großsteingräber bei Burtevitz (Burtevitz 1, 3 und 4) an.
Nur wenig südöstlich von Grab 4 ist auf von Hagenows Karte ein weiteres, heute zerstörtes Grab verzeichnet. Etwa 700 m östlich dieser Gruppe befand sich auf halber Strecke zwischen Lancken-Granitz und Burtevitz ein weiteres Grab. Ein drittes zerstörtes Grab lag etwa 550 m westlich von Lancken-Granitz und etwa 250 m nördlich der erhaltenen Gräbergruppe. Ein viertes lag etwa 250 m nordwestlich des dritten.
In der näheren Umgebung gibt es mehrere weitere Großsteingräber: So liegt 800 m südwestlich das vierte Großsteingrab bei Burtevitz (Burtevitz 2), 1,1 km südwestlich das Großsteingrab Dummertevitz und 1,8 km nordöstlich das Großsteingrab Garftitz.

## Beschreibung

### Die erhaltenen Gräber

#### Grab 1

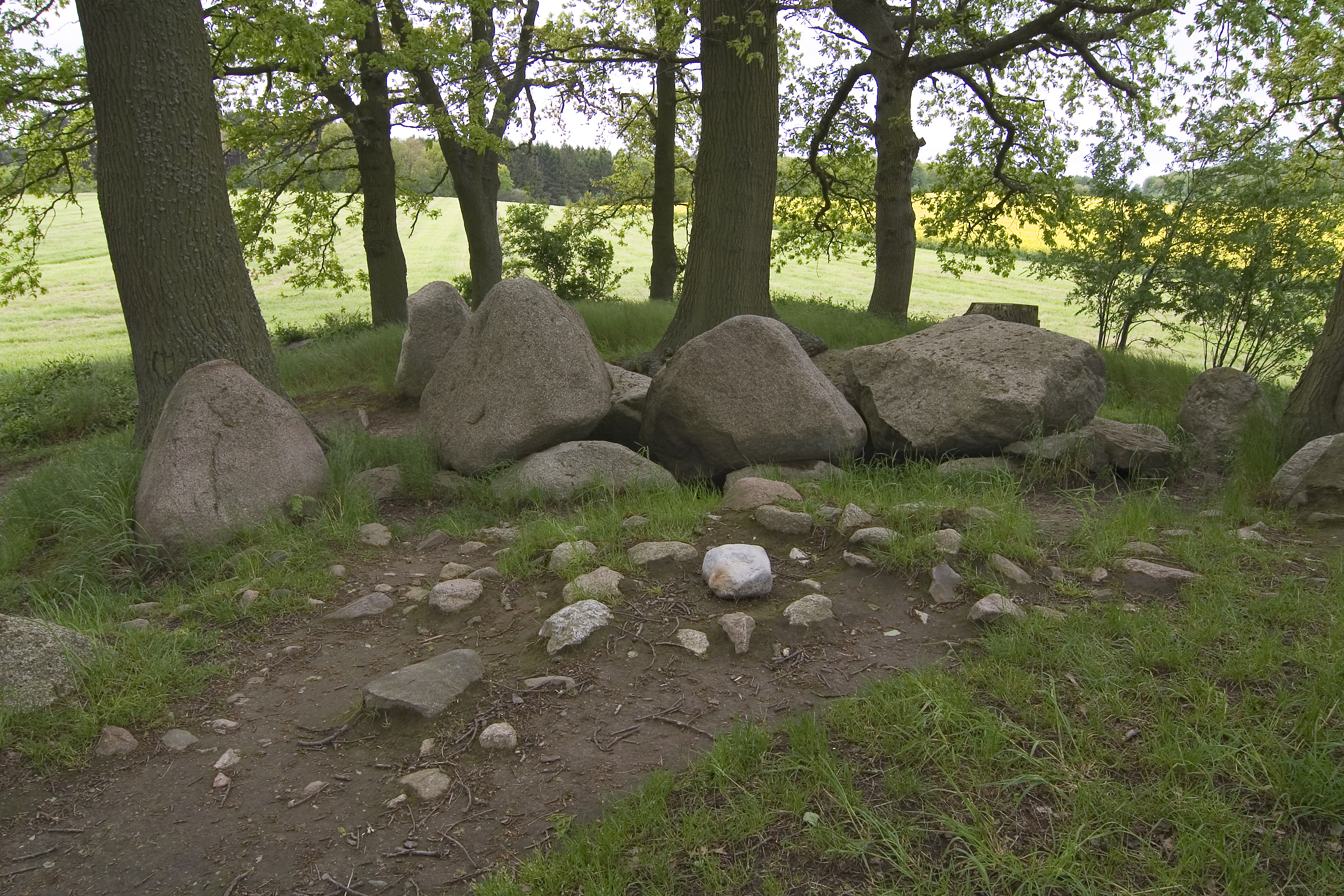
Das Großsteingrab Lancken-Granitz 1

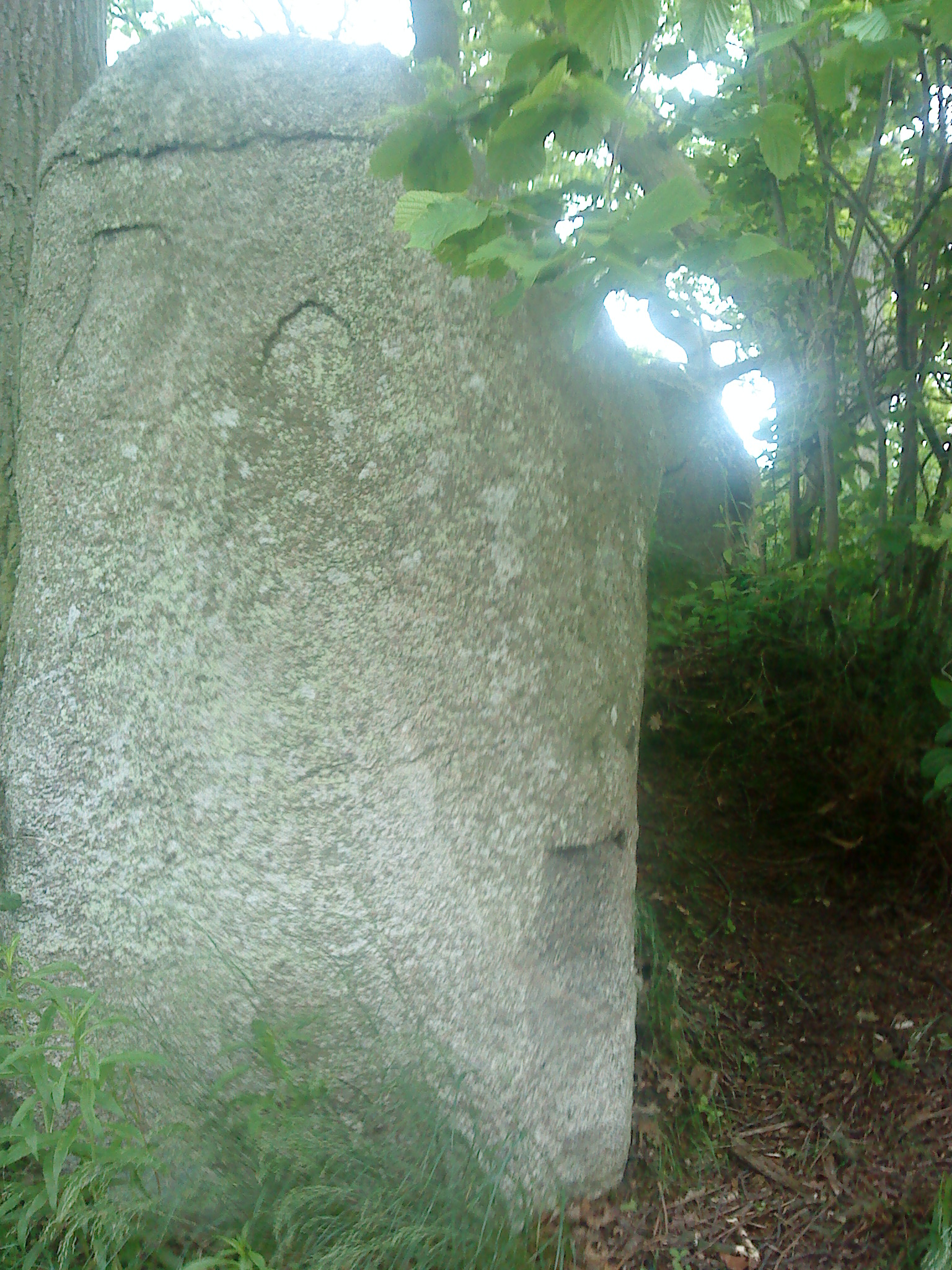
Der erhaltene Wächterstein

##### Architektur
Die Anlage besitzt ein rechteckiges, ost-westlich orientiertes und nach Westen hin abfallendes Hünenbett mit einer Länge von 20 m und einer Breite von 7 m. Von der Umfassung sind noch 17 der ursprünglich vermutlich 31 Steine erhalten, darunter der nordöstliche Wächterstein, der eine Höhe von 2,5 m aufweist. Die Hügelschüttung ist langoval und flach.
Etwa in der Mitte des Hünenbetts liegt die Grabkammer, die zu diesem schräg orientiert ist. Sie hat eine Länge von 4,5 m, eine Breite von 2,2 m und eine Höhe von 1,5 m. Sämtliche Wand- und Decksteine sind erhalten. Die Kammer besitzt drei Wandsteine an der östlichen Langseite und zwei größere an der westlichen. An der Nordseite befindet sich ein einzelner großer Abschlussstein. Abgedeckt ist die Kammer durch drei Decksteine. Die Lücken zwischen den Wandsteinen und zwischen den Decksteinen sind mit Trockenmauerwerk aus Rotsandstein ausgefüllt. Im Süden der Kammer liegt der Eingang, der ausschließlich aus Rotsandsteinplatten gefertigt wurde. Die westliche Hälfte der Südseite wird von einer Abschlussplatte eingenommen, die westliche von einem Gang mit einer Länge von knapp 1 m, einer Breite von 0,6 m und einer Höhe von 0,8 m. Er besitzt zwei Wandplattenpaare und zwei Deckplatten, von denen die äußere sehr dick und die innere flach ist. Die Hohlräume zwischen den Wandplatten sowie zur Abschlussplatte und zu den Wandsteinen der Kammer hin sind mit Trockenmauerwerk ausgefüllt und mit Lehm verputzt. Am äußeren Ende des Ganges und in seinem Inneren, parallel zur Abschlussplatte, sind Schwellensteine angebracht.
Die Kammer war zu Beginn der Ausgrabung bis zur Decke verfüllt. Die oberste Schicht bestand aus lehmigem Sand, gefolgt von dünnen Lehmbädern und einer Schicht aus Rollsteinen und Rotsandsteinplatten. Der Kammerboden war mit Rotsandsteinplatten gepflastert, auf die zwei jeweils drei Zentimeter starke und durch Rotsandsteinsplitt voneinander getrennte Schichten aus Lehmestrich aufgebracht worden waren. Der Estrich wies starke Schäden auf, die auf den nachträglichen Einbau senkrecht stehender Platten zurückzuführen sind, mit denen die Kammer in Quartiere eingeteilt wurde. Nur eines dieser Quartiere an der westlichen Langwand wurde noch im Originalzustand vorgefunden. Durch die Schäden im Estrich konnte aber abgelesen werden, dass die Kammer ursprünglich drei Quartiere an der West- und ein quer liegendes an der Nordwand besessen hatte.

##### Funde
Während die hier ursprünglich einmal gebetteten menschlichen Gebeine weitgehend zerfallen waren, konnten noch diverse Grabbeigaben in der Kammer gefunden werden. So befand sich in der Kammer ein 35 cm mal 17 cm großer Stein aus Granit, der vermutlich als Reibstein zum Schärfen von Äxten etc. diente. Weiterhin fanden sich 30 Bernsteinperlen (davon viele in Doppelaxtform), 55 querschneidende Pfeilspitzen, eine Streitaxt, eine Nackenkammaxt, zwei dicknackige Beile, ein Flachbeil, 15 Klingen sowie Scherben mehrerer teils tiefstichverzierter, teils unverzierter Keramikgefäße. Während viele Funde trichterbecherzeitlich sind, stammt die Streitaxt von einer endneolithischen Bestattung. Andere Funde belegen eindeutig, dass das Grab noch bis in die ältere Bronzezeit hinein genutzt wurde. Hierzu zählen eine Bronzenadel mit eingerolltem Kopf, Teile einer bronzenen Kette und ein bronzener Fingerring aus geflochtenem Draht. Auch einige unverzierte Gefäße dürften der Bronzezeit zuzurechnen sein.

#### Grab 2

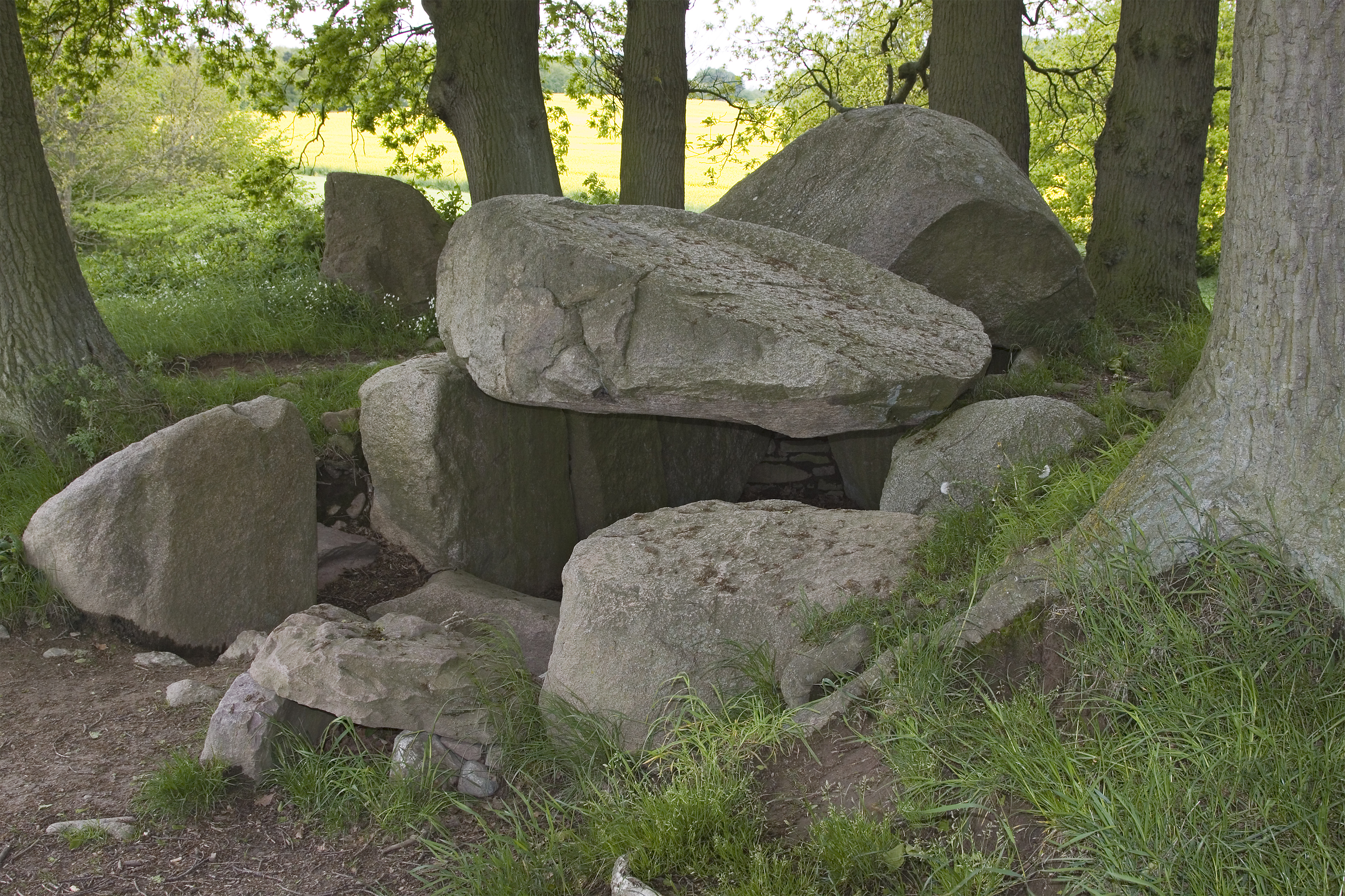
Das Großsteingrab Lancken-Granitz 2

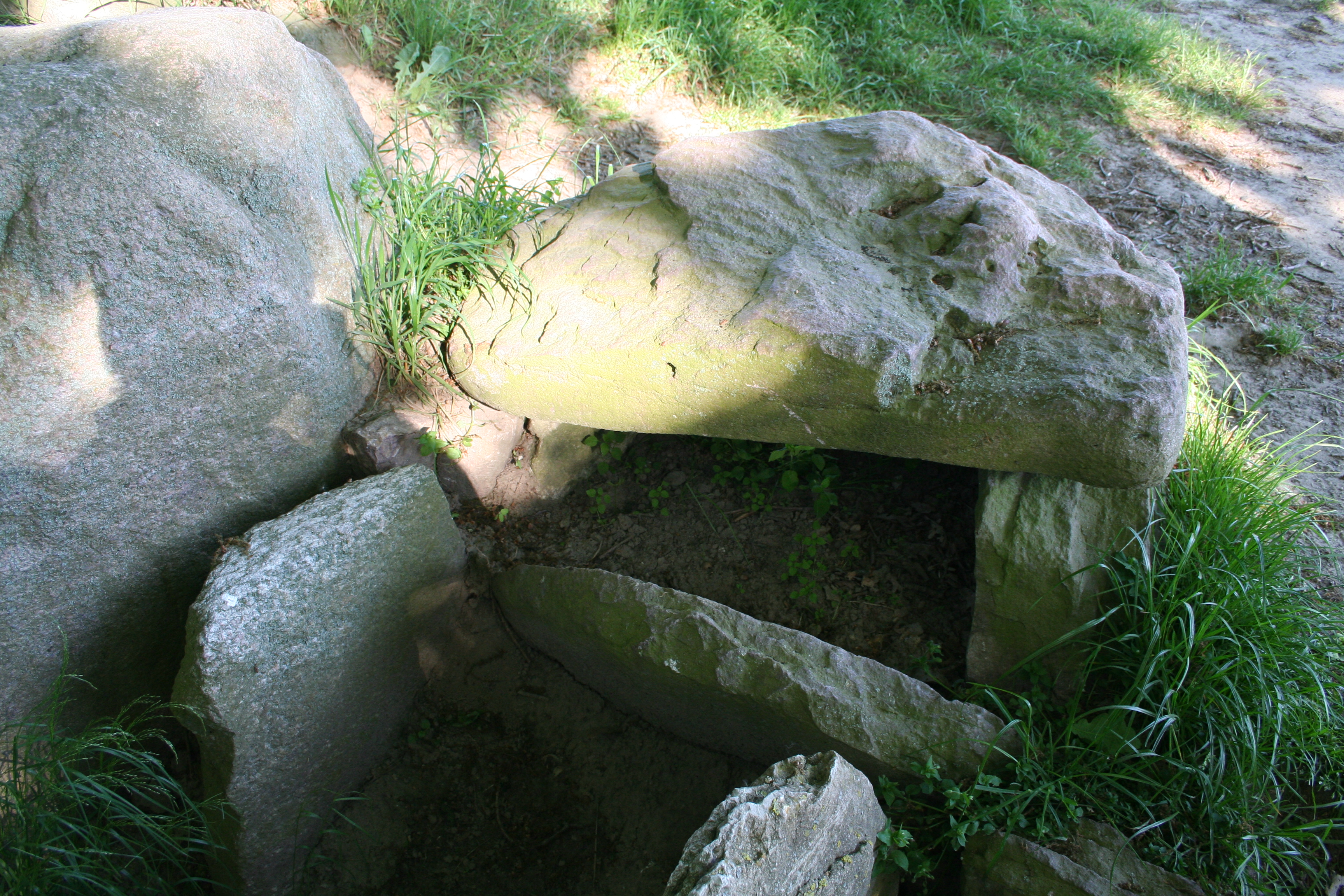
Der Eingangsbereich

##### Architektur
Das östlichste Grab der Gruppe ist das größte und verhältnismäßig gut erhalten. Es besitzt ein ost-westlich orientiertes Hünenbett mit einer Länge von 30 m, das auf einem nach Norden hin steil abfallenden Hügel errichtet ist. Die Umfassung bestand ursprünglich aus 25 Steinen, von denen noch 14 erhalten sind.
Die Kammer des Großdolmen liegt am westlichen Ende des Hünenbetts und steht quer zu diesem, ist also nord-südlich orientiert. Sie hat eine Länge von 4,5 m, eine Breite von 2,3 m und eine Höhe von 1,6 m. Sie besitzt drei Wandsteinpaare an den Langseiten und einen Abschlussstein an der nördlichen Schmalseite. Von den ursprünglich drei Decksteinen sind nur der nördliche und der mittlere erhalten. Die Zwischenräume zwischen den Wandsteinen sind mit Mauerwerk aus Rotsandsteinplatten ausgefüllt.
An der Südseite befindet sich der Eingang, der den gleichen Aufbau wie bei Grab 1 aufweist. Die westliche Hälfte der Schmalseite wird von einer Abschlussplatte aus Rotsandstein mit einer Breite von 1,4 m und einer Dicke von 0,2 m eingenommen. Sie wurde beschädigt, als während der Ausgrabung ein auf dem Grab wachsender Baum gefällt werden musste. Die östliche Hälfte nimmt der Gang ein, der aus zwei Wandplattenpaaren und zwei Deckplatten besteht. Er ist 1 m lang und 0,6 m breit, mit 0,7 m Höhe aber etwas niedriger als sein Pendant in Grab 1. Im Gegensatz zu diesem wurde hier auch eine Türplatte aus Schiefer nachgewiesen, die noch zwischen den beiden Wandplattenpaaren in situ stand. Vor und hinter der Tür war jeweils ein Schwellenstein eingelassen. Ansonsten besaß der Gang lediglich einen Lehmestrich aber kein darunter liegendes Pflaster. Der äußere Teil des Ganges und die Außenseite der angrenzenden Abschlussplatte waren mit Rollsteinen verpackt. Am Unteren Ende wies diese Packung eine Lehmummantelung auf.
Die Kammer wies eine bis an die Decke reichende Verfüllung auf, die derjenigen von Grab 1 sehr ähnlich war. Zuoberst lag eine Schicht aus lehmigem Sand, die nur vereinzelt Rollsteine enthielt. Danach folgte eine mehrschichtige Packung aus Rollsteinen und Rotsandsteinplatten. Zuletzt folgte teil sehr harter sandiger Lehm. Wie schon im Gang konnte auch in der Kammer kein steinernes Pflaster festgestellt werden, sondern nur ein Lehmestrich mit einer Dicke von fast 0,2 m. Senkrecht stehende Rotsandsteinplatten unterteilten die Kammer in sechs Quartiere, von denen sich vier an der westlichen und zwei an der östlichen Langseite befinden.

##### Funde
Zu den gefundenen Grabbeigaben gehörten 21 Bernsteinperlen (die Mehrzahl davon in Doppelaxtform), viele Steinwerkzeuge (Klingen aus Feuerstein, sechs Beile, zehn Pfeilspitzen in Lanzettenform, 143 Querschneider – die größte Anzahl in einer Anlage in Mecklenburg-Vorpommern –, ein Meißel und zwei Äxte aus Felsgestein, eine davon doppelschneidig) und Scherben von 22 Gefäßen. In einer jüngeren Schicht fanden sich Überreste einer Bronzekette und einer Bronzenadel. Die Knochen der Bestatteten waren vergangen und nur noch als Konturen zu erkennen.
Die Beigaben und der vorgefundene Zustand des Grabes belegen eine kontinuierliche Nutzung des Grabes von der Jungsteinzeit bis in die ältere Bronzezeit. Nach der letztmaligen Nutzung wurde das Grab verfüllt, überhügelt und der Zugang verschlossen. Über den Grund hierfür besteht keine Klarheit. Wahrscheinlich hatte sich der von den Menschen ausgeübte Ritus verändert. Möglicherweise wurde auch die Wohnsiedlung aufgegeben.

#### Grab 3

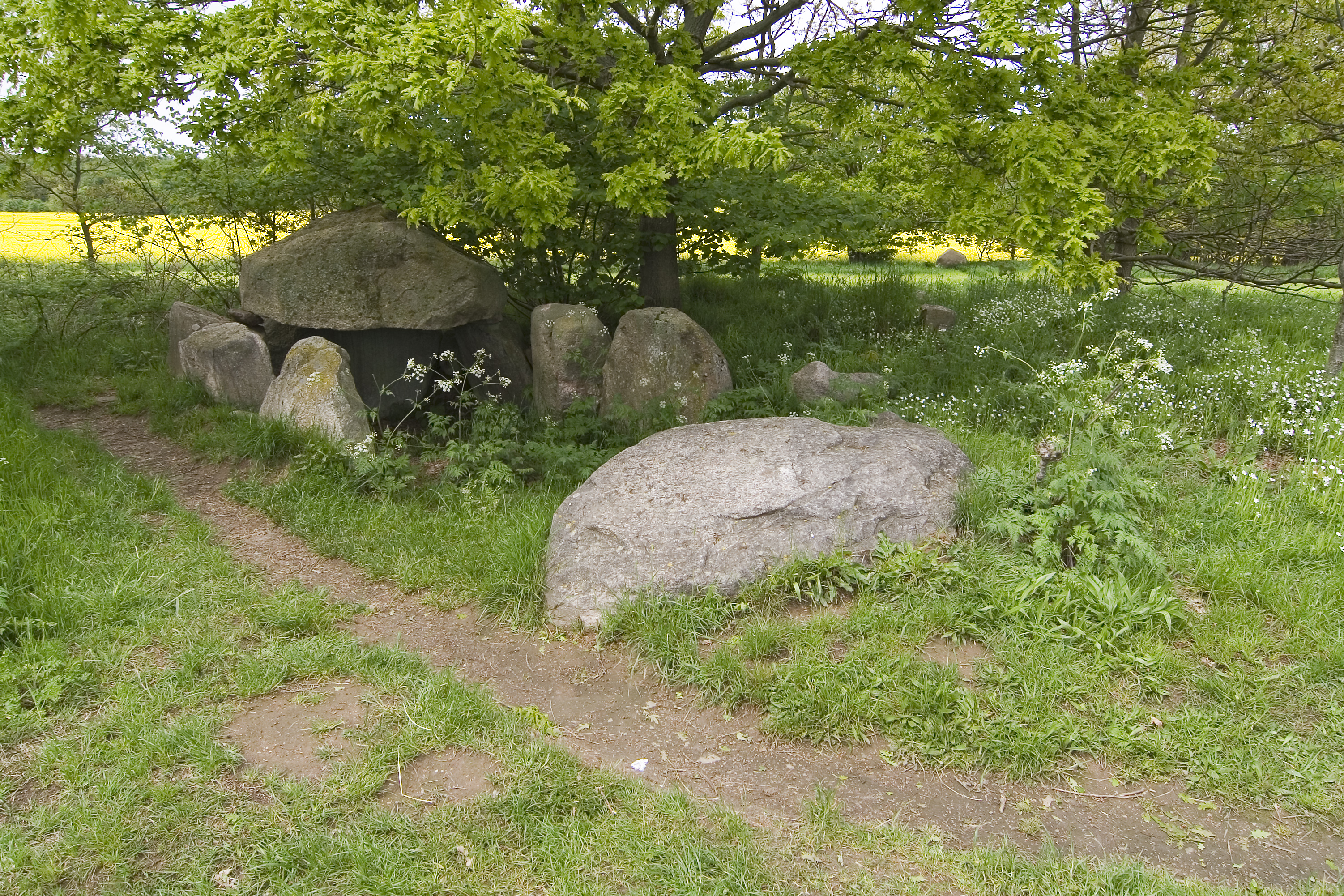
Das Großsteingrab Lancken-Granitz 3

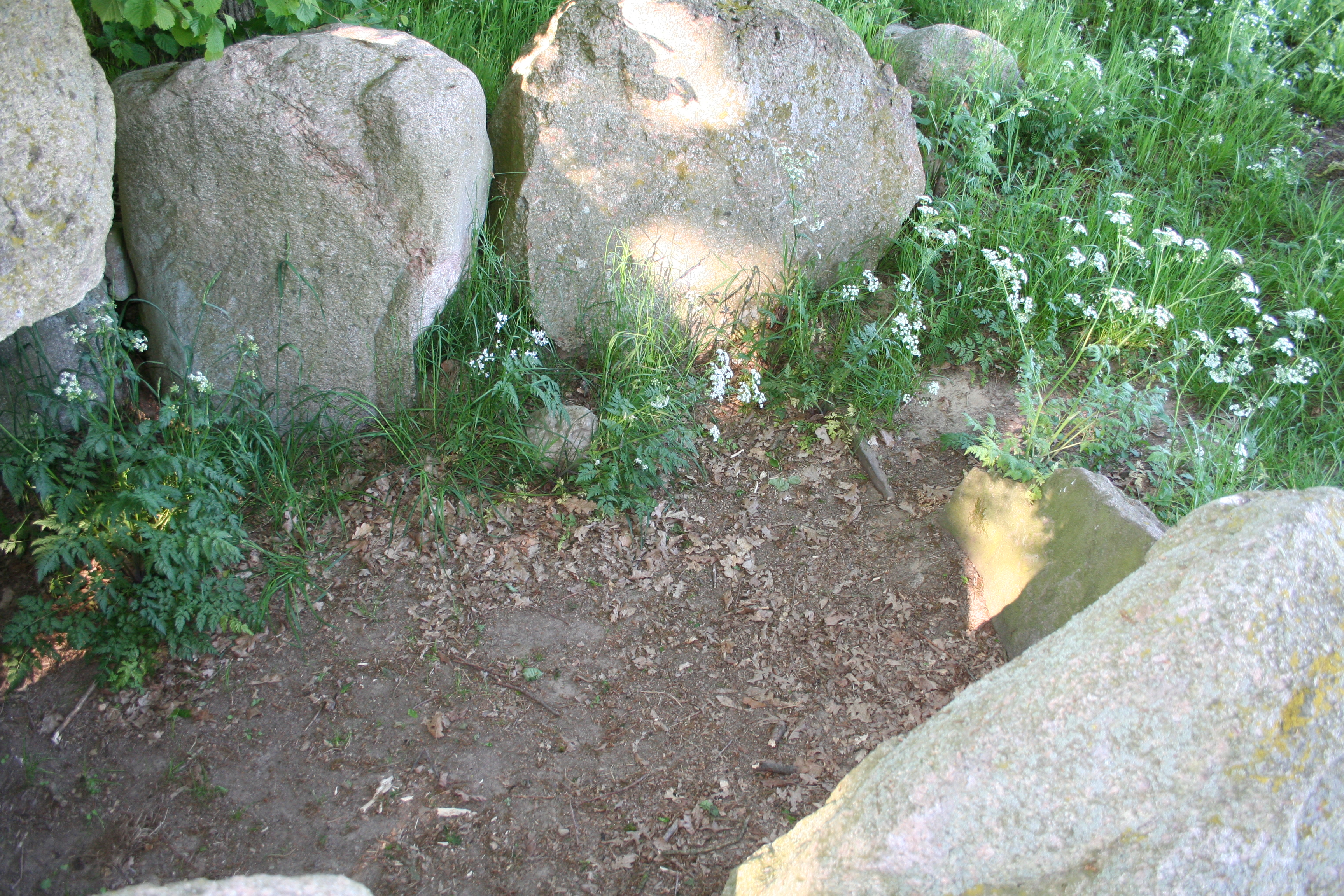
Detailansicht des südöstlichen Kammerendes

##### Architektur
Etwas westlich von Grab 2 befindet sich in einem Abstand von nur wenigen Metern eine weitere jedoch stärker beschädigte Anlage. Die Grabkammer ist nordwest-südöstlich orientiert. Sie hat eine Länge von 3,6 m, eine Breite von 1,8 m und eine Höhe von 1,3 m. Sie besitzt drei Wandsteinpaare an den Langseiten und einen Abschlussstein an der nordwestlichen Schmalseite. Das zwischen den Wandsteinen verbaute Mauerwerk aus Rotsandsteinplatten ist nur teilweise erhalten. Von den ursprünglich drei Decksteinen sind nur zwei erhalten, die vor Grabungsbeginn noch herabgestürzt im Inneren der Kammer lagen. Einer von ihnen wurde nach Ende der Grabung auf das nördliche Ende der Kammer aufgesetzt. Er hat eine Länge von 2,1 m und eine Breite von 2,0 m. Der Andere war zu kurz um auf den Wandsteinen Halt zu finden und wurde deshalb vor der Kammer abgelegt.
Die Abschlussplatte an der südöstlichen Schmalseite hat eine Länge von 1 m, eine Höhe von 0,8 m und eine Dicke von 0,1 m. Der Gang ist nur noch in Resten erhalten. Er war wohl genauso aufgebaut wie die Gänge der benachbarten Gräber. Bei der Ausgrabung wurden aber nur noch ein Schwellenstein, eine Deckplatte der Nordostseite und zwei herabgestürzte Deckplatten vorgefunden. Die Abschlussplatte war von außen mit Rotsandsteinplatten und Rollsteinen verpackt und an der Basis mit Lehm ummantelt. Der Gang war mit lehmigem Sand verfüllt, der mit zahlreichen Rollsteinen durchsetzt war.
Die Grabkammer wies eine Verfüllung auf, die bis 0,4 m unter die Decke reichte. Diese bestand im oberen Bereich hauptsächlich aus Rollsteinen, in tieferen Bereichen dann aus lehmigem Sand, der nahe am Kammerboden mit plattigen Steinen durchsetzt war. Die Kammer war mit Schieferplatten gepflastert, auf die eine 3 cm starke Schicht Lehmestrich aufgetragen worden war, der an einigen Stellen durch Feuereinwirkung eine rote Farbe bekommen hatte. Eine Einteilung der Grabkammer in Quartiere konnte nicht festgestellt werden.

##### Funde
Es wurden nur sehr wenige Grabbeigaben gefunden. Hierzu gehören zwei Bernsteinperlen, zwei Feuersteinbeile, drei querschneidige Pfeilspitzen, zehn Klingen und Klingenkratzer, ein Glättstein, ein Schleifstein, eine Reibkugel aus Granit sowie wenigstens neun Keramikgefäße, die teilweise noch annähernd unbeschädigt vorgefunden wurden. Eindeutige Hinweise auf eine Weiternutzung der Anlage im Endneolithikum oder der Bronzezeit konnten nicht gefunden werden. Die Skelette der Bestatteten waren restlos vergangen.

#### Grab 4

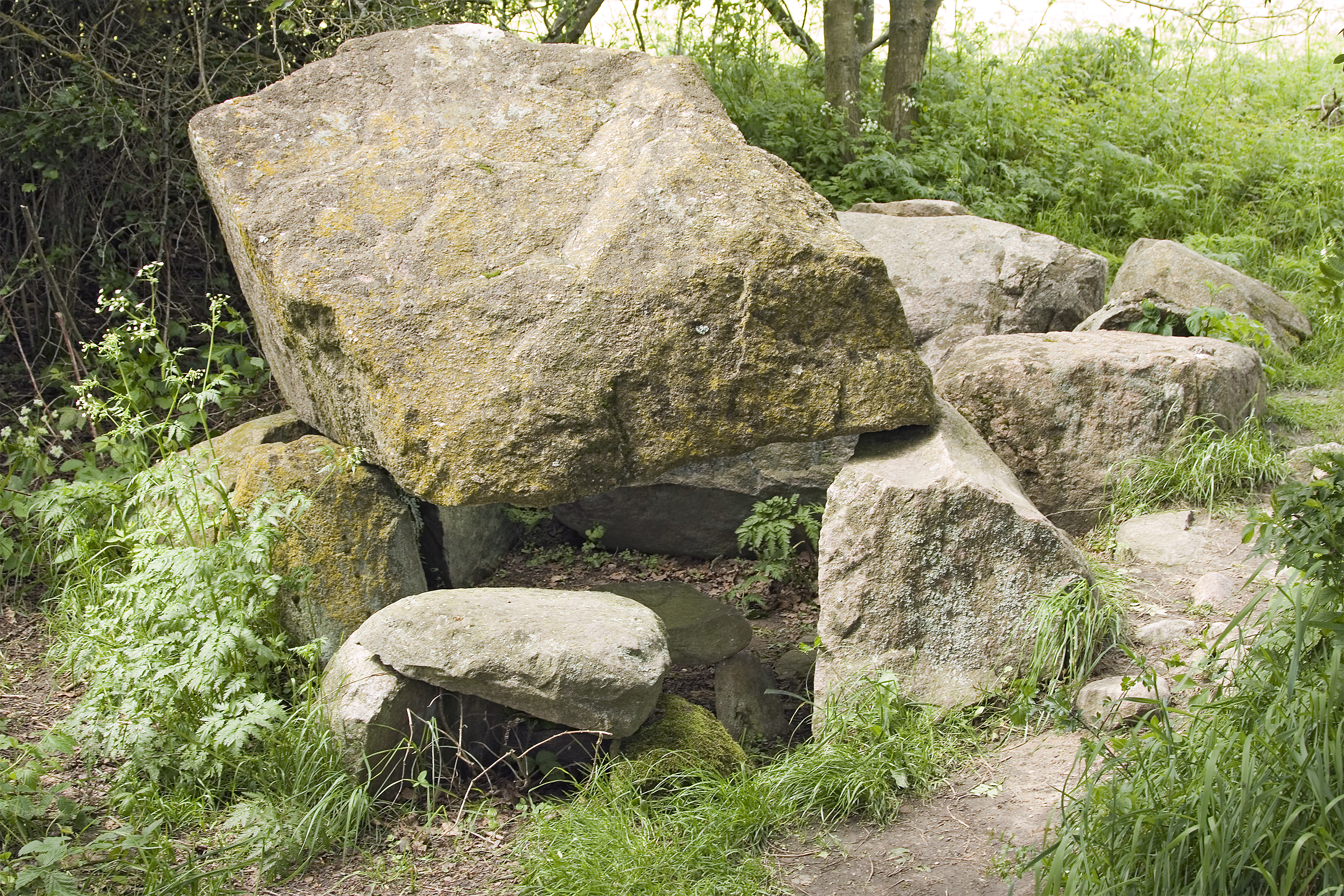
Das Großsteingrab Lancken-Granitz 4

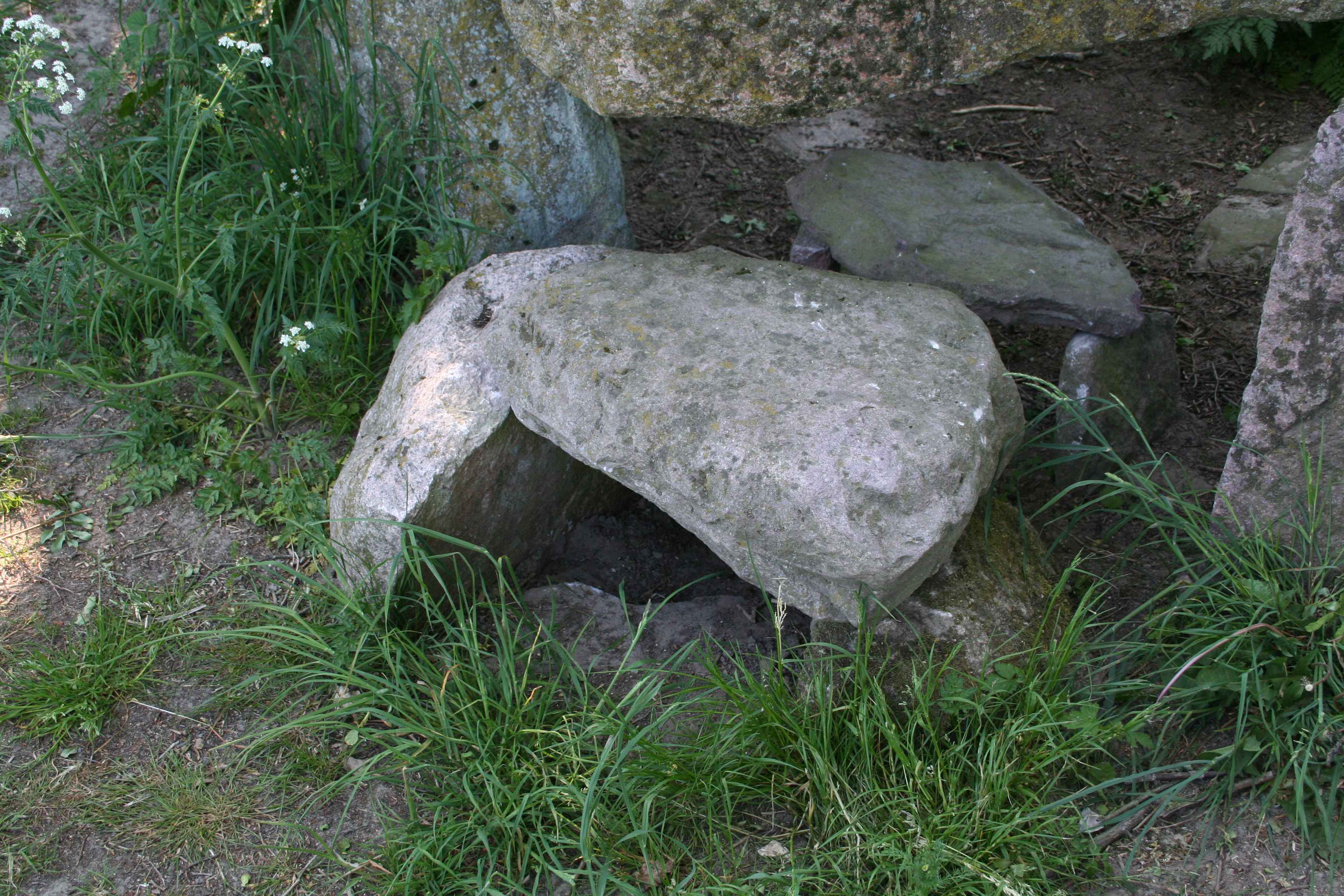
Detailansicht des Eingangsbereichs

##### Architektur
Südwestlich der Gräber 1 bis 3 befindet sich ein viertes Grab. Es war zunächst nicht ohne weiteres als solches erkennbar, da es mit Erdreich überschüttet war, auf dem dichte Büsche wuchsen. Die Hügelschüttung war rund mit einem Durchmesser von 10 m und einer Höhe von 0,7 m. Nach Entfernung des Bewuchses und der sandigen, von Rollsteinen durchsetzten Hügelschüttung zeigte sich eine nord-südlich orientierte Grabkammer mit einer Länge von 3,5 m und einer Breite von 1,8 m. Ihre Höhe beträgt am Nordende 1,4 m und am Südende 1,1 m. Die Außenwände der Längsseiten werden von jeweils drei großen Steinen gebildet. An der nördlichen Schmalseite steht ein einzelner großer Abschlussstein. Er wurde zusammen mit dem mittleren Wandstein der westlichen Langseite aus einem einzelnen Findling gewonnen, der in der Mitte gespalten worden war. Die Decke bestand ursprünglich aus drei großen Decksteinen, von denen allerdings nur der südliche und der mittlere erhalten sind. Vom Nördlichen wurden Überreste in Form von zahlreichen Abschlägen gefunden. Das Zwischenmauerwerk in den Lücken zwischen den Wandsteinen besteht aus geschichteten Rotsandsteinplatten und ist gut erhalten. Auch an der östlichen Seite der Wandsteine konnte eine Verfüllung der Lücken mit Rotsandsteinplatten festgestellt werden.
Bei der Ausgrabung wurde auch ein 2 m × 3 m großes Areal unmittelbar vor der Südseite der Kammer untersucht. Hierbei wurden auf dem ursprünglichen Laufhorizont regellos und teils mehrschichtig liegende Rotsandsteinplatten gefunden. Zwischen und unter diesen Platten tauchten ausgeräumte Grabbeigaben auf, zu denen auch Scherben verzierter Keramikgefäße, mehrere Klingen und ein dicknackiges Beil gehörten. Bei einer Erweiterung und Vertiefung dieses Schnittes tauchten zwei liegende Blöcke auf, bei denen es sich möglicherweise um die Reste der Umfassung des Grabes handelt.
Der Zugang zur Kammer erfolgt durch einen Windfang von der Südseite her. Ihre westliche Hälfte wird von einem kleinen Abschlussstein eingenommen. Der Gang besitzt außen zwei Wandsteine und innen zwei Wandplatten. Beide Paare sind mit jeweils einem kleinen Deckstein abgedeckt. Die Lücken den Wandsteinen und den -platten sowie zum südöstlichen Wandstein der Kammer und zum Abschlussstein hin sind mit Mauerwerk aus Rotsandstein ausgefüllt, ebenso die Lücke zwischen dem äußeren und dem inneren Deckstein. In der Mitte des Ganges ist ein Schwellenstein angebracht. Der Gang hat eine Länge von 1,2 m, eine Breite von 0,6 m und eine Höhe von 0,65 m. Vor der Ausgrabung war er mit Sand verfüllt, der von größeren Rollsteinen durchsetzt war.
Die Grabkammer wies vor der Ausgrabung eine Verfüllung auf, die bis an die Decke reichte. Sie bestand im oberen Teil aus Sand. Es folgte eine Schicht aus sandigem Lehm, der von zahlreichen Steinen durchsetzt war. Aus dieser Schicht stammten auch die meisten Funde. Der Kammerboden besteht aus einer dünnen Schotterschicht, auf die eine Schicht aus Lehmestrich aufgebracht worden war, der an einigen Stellen durch Feuereinwirkung eine rote Farbe aufweist. Durch senkrecht stehende Rotsandsteinplatten war die Kammer in einer späteren Bauphase an der Ostseite und in der Mitte in fünf Quartiere eingeteilt. Im Südteil der Ostseite waren diese Platten während einer noch späteren Nutzungsphase für die Niederlegung von Beigaben wieder herausgerissen worden.

##### Funde
An Grabbeigaben fanden sich Schmalmeißel, Hohlmeißel, Klingen, dicknackige Beile und Flachbeile, querschneidige und lanzettenförmige Pfeilspitzen, Klingen, Bernsteinperlen, Scherben, Gefäße und ein Glättstein. Auch Reste menschlicher Gebeine und Schädel waren vorhanden; sie konzentrierten sich hauptsächlich im Nordostteil der Grabkammer. Auch in dieser Anlage zeugen die Beigaben von einer kontinuierlichen Nutzung bis in die Bronzezeit. So sind die meisten Gefäße und Großgeräte aus Feuerstein sowie die Bernsteinperlen in Doppelaxtform und die lanzettförmigen Pfeilspitzen eindeutig der Trichterbecherkultur zuzuordnen. Zwei dicknackige Meißel und mehrere Bernsteinanhänger stehen in Verbindung mit der endneolithischen Einzelgrabkultur. Eine Tonkelle und fünf schalenartige Gefäße stammen aus der älteren Bronzezeit.
Hans Grimm konnte die Skelettreste von zwei Individuen anthropologisch auswerten. Von beiden waren nur noch Reste des Schädels erhalten. Bei einer Person handelte es sich um einen vermutlich männlichen Erwachsenen; eine genauere Differenzierung war nicht möglich. Das zweite Individuum war ein Kind, vermutlich mit einem Sterbealter von maximal sechs Jahren (Infans I).

### Die zerstörten Gräber
Nach von Hagenows Liste handelte es sich bei den vier zerstörten Anlagen um Großdolmen, von denen zwei ovale steinerne Umfassungen und die anderen beiden trapezförmige Hünenbetten besaßen. Laut den Kartensignaturen dürfte die bei der erhaltenen Gräbergruppe gelegene Anlage ein ost-westlich orientiertes Hünenbett unbekannter Größe besessen haben. Die 250 m nördlich der Gruppe gelegene Anlage besaß eine ovale Umfassung. Bei den anderen beiden Anlagen sind anhand der Kartensignaturen keine Angaben zum Aufbau, zur Ausrichtung und den Maßen möglich. Über Funde aus diesen Gräbern ist nichts bekannt.